# OTAU TV
«OTAU TV» («Отау ТВ») (каз. отау — молодая семья, юрта молодых) — торговая марка, принадлежащая национальному оператору Республики Казахстан в области телерадиовещания АО «Казтелерадио». Введена в 2010 году, для «Национальной сети спутникового телерадиовещания» (НССТ РК). На 24 ноября 2017 года её абонентская база составляла св. 1,3 млн домохозяйств. С 2012 года торговая марка применяется также для «Национальной сети эфирного цифрового телерадиовещания» (НСЭЦТ РК).

## Название
С декабря 2010 года услуги «Национального спутникового телерадиовещания» предоставляются под названием «OTAU TV». До 31 мая 2011 года включительно, услуги спутникового телерадиовещания юридически оказывались от имени АО «Казахстанские телекоммуникации». Начиная с 1 июня 2011 года, услуги предоставляются от лица АО «Казтелерадио». С начала июня 2012 года название и логотип OTAU TV также используется для национального эфирного цифрового вещания. Короткое время также был брендом и интернет-вещания казахстанских каналов (сейчас — Galam TV).
С 2018 года услуги по трансляции зарубежных каналов платного пакета осуществляются через частную компанию оператора-посредника «ТОО TV Commerce» с торговой маркой «TVCOM» с использованием технических возможностей АО «Казтелерадио».

## История

### Переход на DVB-S2 / MPEG-4 / 8PSK
С весны 2010 года были начаты работы по модернизации Национальной сети спутникового телевидения (НССТ). Приобретено, смонтировано и протестировано оборудование кодирования и мультиплексирования относительно новых (утверждены в 2005 году) общеевропейских стандартов DVB-S2/MPEG-4 в существующих Приёмно-передающих спутниковых станциях (ППСС) АО «Казахстанские телекоммуникации» «Алматы», «Астана» и «Орал». Закуплены ресиверы для замены у существующих абонентов и для подключения новых. Работы по модернизации сети выполнены путём объединения финансовых, технических и кадровых ресурсов АО «Казтелерадио» и АО «Казахстанские телекоммуникации». В общей сложности на модернизацию сети израсходованы до 1,2 млрд тенге (на 10 декабря 2010 года 1 USD = 147,38 KZT).
В ночь с 10-го на 11 декабря 2010 года осуществлён переход на стандарты вещания DVB-S2/MPEG-4/8PSK. Пропускная способность каждого транспондера из трёх использовавшихся для вещания в DVB-S2 на спутнике Intelsat 904, 60° E — до 66 Мбит/с (поднялась по сравнению с 44 Мбит/с в DigiCipher 2 / MPEG-2), количество телеканалов на транспондер — до 35 (возросло по сравнению с 16 в DigiCipher 2 / MPEG-2). Общая ёмкость спутникового тракта позволяла потенциально передавать до 105 стандартных каналов и обслуживать до 250000 клиентов (в первой фазе).
Для перехода у прежних абонентов Katelco заменили только цифровой ресивер. Для этого бесплатно были предоставлены низкобюджетные ресиверы S2400ND стандарта DVB-S2, разработанные южнокорейской компанией Homecast Co., Ltd. Особенностью этого ресивера являлась поддержка старого МШУ (конвертера) с частотой гетеродина 10,0 ГГц.
18 января 2011 года в техническом центре АО «Казтелерадио» в г. Астана при участии главы государства Нурсултана Назарбаева состоялась церемония запуска Национальной спутниковой сети телерадиовещания в цифровом стандарте DVB-S2.

### Последующее развитие
31 января 2011 года Правительство РК реорганизовало АО «Казтелерадио», путём присоединения к нему АО «Казахстанские телекоммуникации», которое прежде вело вещание в стандарте DigiCipher 2 / MPEG-2.
С 11 декабря 2010 года по 3 марта 2011 года вещание всех пакетов платформы шло открыто, в том числе и в период проведения в Казахстане Азиады-2011.
В середине 2011 год начато коммерческое вещание нескольких HDTV каналов.
В 2011 году организовано производство отечественных ресиверов DVB-S2/MPEG-4 АО «Завод имени С. М. Кирова» (г. Петропавловск).
С 2012 года осуществляется переход от централизованных государственных закупок ресиверов к назначению генеральных дистрибьютеров по областям, работающих непосредственно с отечественным заводом-изготовителем.
До декабря 2015 года параллельное вещание в стандарте DigiCipher 2 нескольких каналов (пакет «Казтелерадио» для ретрансляторов) велось на одном из траснспондеров спутника Intelsat 904.
Через казахстанский телекоммуникационный спутник KazSat-2, 86,5°E, запущенный 16 июля 2011 года, в 2012 году была организована доставка региональных телеканалов РТРК «Казахстан», также в стандарте DVB-S2, для РТС и для вещания в пакетах «OTAU TV», а позже, в 2015 году — подача общенациональных каналов на РТС. Это также дало возможность довести объем спутникового вещания областных каналов до 14 часов в сутки (с 1 часа), и без прерывания телеканала «Казахстан».
Следующий спутник KazSat-3, 58,5°E с 28 транспондерами повышенной мощности на борту был запущен 28 апреля 2014 года. 1 марта 2016 года объявлено о завершении тестов и переводе абонентов «OTAU TV» на данный борт. В период по сентябрь 2016 года вещание также производилось параллельно со спутника Intelsat 904.

## Передача услуг посреднику, компании ТОО TV Commerce
С 1 января 2018 года АО «Казтелерадио» прекратило оказание самостоятельных услуг по трансляции зарубежных каналов спутникового телевидения посредством бренда «OTAU TV». Право на трансляцию платного пакета зарубежных каналов было передано оператору-посреднику — частной компании ТОО «TV Commerce» с торговой маркой «TVCOM». Таким образом ТОО «TV Commerce» используя технические и финансовые возможности (спутник «Kazsat-3», ретрансляторы) государственной компании АО «Казтелерадио» стало частным посредником извлекающим из этого для себя финансовую выгоду и прибыль.

### Отказ «TV Commerce» от трансляции российских телеканалов
С 1 января 2024 года руководством ТОО «TV Commerce» принято решение о прекращении трансляции российских каналов «Первый канал СНГ», «Поехали», «Время: далекое и близкое», «Дом кино», «Телекафе», «Дом кино Premium», «Музыка Первого», «Победа», «Карусель», «Бобер», «О!» из сетки вещания спутникового телевидения и ИнтернетТВ бренда TVCOM. Отказ от трансляции объясняется решением снизить количество информационных каналов, в первую очередь решение связанно с «Первым каналом СНГ». Руководство ТОО «TV Commerce», объяснило свое решение тем, что считает, что абоненты «TV COM» достигли высокого уровня медиаграмотности и получают новостную информацию преимущественно из социальных сетей Telegram, Facebook, Instagram, YouTube и не нуждаются в трансляции «Первого канала СНГ».

### Требование платы за просмотр казахстанских телеканалов
C 1 декабря 2024 года компания ТОО «TV Commerce» (бренд TVCOM) самовольно установило ежемесячную абонентскую оплату в размере 500 тенге в месяц за техническое обслуживание сети, фактически за просмотр пакета бесплатных казахстанских телеканалов, которые она транслирует используя безвозмездно технические и финансовые возможности (спутник «Kazsat-3», ретрансляторы) государственной компании АО «Казтелерадио». Установка абонентской оплаты противоречет реализации государственной информационной политики и казахстанского телевидения.

## Организация вещания
В соответствии с Планом построения сети цифрового вещания два из четырех ТВ-транспондеров Ku-диапазона (повышенной мощности) спутника KazSat-2, 86,5°E используются для подачи общенациональных каналов на РТС. Через этот же спутник осуществляется с помощью региональных ППСС (приём-передающая спутниковая станция) доставка региональных каналов на центральную станцию и на РТС. Из трёх областных центров телеканалы доставляются в телепорты «Астана» и «Алматы» по ВОЛС.
Шесть транспондеров спутника KazSat-3, 58,5°E выделены для передачи пакетов «OTAU TV» / «TV COM». Это позволило улучшить качество вещания, увеличить количество каналов и приступить к регулярному вещанию десятков HDTV-каналов.
Для повышения надёжности сети, близ Астаны была построена резервная ППСС.

### Системы условного доступа
Для соблюдения авторских и смежных прав и закрытия доступа к платному пакету, а также во избежание незаконной ретрансляции, все каналы (кроме Инфоканала «OTAU TV Channel» и каналов вещаемых в промо-режиме) скремблируются системами условного доступа VideoGuard Express и Irdeto-3, с привязкой смарт-карты доступа к уникальному электронному номеру ресивера.
Используется архитектура кооперативного шифрования (скремблирования) контента DVB SimulCrypt, что позволяет нескольким операторам использовать различные системы условного доступа при одном алгоритме шифрования.

### Подключение к услугам
В соответствии с условиями договора-офферты об оказании услуг спутникового телерадиовещания использование оборудования абонентом ограничивается исключительно территорией Республики Казахстан, абонент не вправе использовать оборудование в целях публичного показа.
Установка приемного оборудования и подключение к услугам «OTAU TV» / «TV COM» производится через сеть авторизованных дилеров. Для пенсионеров и других социально уязвимых категорий населения, впервые подписывающихся на услугу, затраты на приобретение комплекта оборудования для приёма спутникового ТВ компенсируются соответствующими акиматами.

## Спутниковый сегмент
Текущие параметры вещания:
| Спутник KazSat-3 @ 58,5°E Beam 2 | Спутник KazSat-3 @ 58,5°E Beam 2                          | Спутник KazSat-3 @ 58,5°E Beam 2 | Спутник KazSat-3 @ 58,5°E Beam 2 | Спутник KazSat-3 @ 58,5°E Beam 2 | Спутник KazSat-3 @ 58,5°E Beam 2 | Спутник KazSat-3 @ 58,5°E Beam 2 | Спутник KazSat-3 @ 58,5°E Beam 2 | Спутник KazSat-3 @ 58,5°E Beam 2  | Спутник KazSat-3 @ 58,5°E Beam 2 | Спутник KazSat-3 @ 58,5°E Beam 2 | Спутник KazSat-3 @ 58,5°E Beam 2 |
| Транс- пон- дер                  | Центральная частота ТП (на линии вниз), МГц / Поляризация | Занима- емая полоса, МГц         | Стандарт вещания                 | Стандарт сжатия                  | PSK                              | FEC                              | Сим- вольная скорость, бод       | Информа- ционная скорость, Мбит/с | СУД                              | Пакеты                           | Телепорт                         |
| -------------------------------- | --------------------------------------------------------- | -------------------------------- | -------------------------------- | -------------------------------- | -------------------------------- | -------------------------------- | -------------------------------- | --------------------------------- | -------------------------------- | -------------------------------- | -------------------------------- |
| B2                               | 10720,5 H                                                 | 36,0                             | DVB-S2                           | MPEG-4                           | 8PSK                             | 3/4                              | 30000                            | 66,843                            | VideoGuard, Irdeto               | Caspio HD                        | «Алматы»                         |
| B4                               | 10762,2 H                                                 | 36,0                             | DVB-S2                           | MPEG-4                           | 8PSK                             | 3/4                              | 30000                            | 66,843                            | VideoGuard, Irdeto               | OTAU TV                          | «Алматы»                         |
| B6                               | 10803,9 H                                                 | 36,0                             | DVB-S2                           | MPEG-4                           | 8PSK                             | 3/4                              | 30000                            | 66,843                            | VideoGuard, Irdeto               | OTAU TV                          | «Астана»                         |
| B8                               | 10845,6 H                                                 | 36,0                             | DVB-S2                           | MPEG-4                           | 8PSK                             | 3/4                              | 30000                            | 66,843                            | VideoGuard, Irdeto               | OTAU TV / Caspio HD              | «Астана»                         |
| B10                              | 10887,3 H                                                 | 36,0                             | DVB-S2                           | MPEG-4                           | 8PSK                             | 3/4                              | 30000                            | 66,843                            | VideoGuard, Irdeto               | Caspio HD                        | «Орал»                           |
| B12                              | 10929,0 H                                                 | 36,0                             | DVB-S2                           | MPEG-4                           | 8PSK                             | 3/4                              | 30000                            | 66,843                            | VideoGuard, Irdeto               | Caspio HD                        | «Орал»                           |

## Каналы

### Пакеты OTAU TV
Пакет «Бесплатный» является «пакетом свободного доступа» из 63 каналов, включает 41 отечественный канал из официального «Перечня теле-, радиоканалов свободного доступа, распространяемых национальным оператором», чьё распространение финансируется государством. В указанный перечень полностью входит «Перечень обязательных теле-, радиоканалов, распространяемых посредством многоканального вещания».
Казахстанские каналы размещаются в приоритетном порядке в начале списка в соответствии с утверждёнными Правилами. Собственный инфоканал оператора «OTAU TV Channel» передаётся на нулевой кнопке без применения скремблирования.
| Пакет «Бесплатный» (66 каналов1)   | Пакет «Бесплатный» (66 каналов1) |
| Тематика                           | Каналы |
| ---------------------------------- | --- |
| Универсальные                      | Astana TV • QAZAQSTAN (SD/HD) • КТК • Мир • Хабар (SD/HD) • Первый канал Евразия |
| Новостные                          | Atameken Business • Хабар 24 (SD/HD) |
| Спортивные                         | QazSport (SD/HD) |
| Музыкальные                        | Gakku TV • MuzLife • Той Думан |
| Фильмовые                          | Ел арна |
| Развлекательные                    | 31 канал • ТАН • НТК • Седьмой канал • СТВ • Hit TV |
| Познавательные                     | Kazakh TV • Asyl Arna • Abai TV |
| Детские                            | Balapan |
| Региональные                       | ALTAI • AQJAIYQ • AQTÓBE • ATYRAÝ • ERTIS • JAMBYL • KÓKSHE • MAŃǴYSTAÝ • OŃTÚSTIK • QOSTANAI • QYZYLJAR • QYZYLORDA • SARYARQA • Almaty • Жетісу • ТДК-42 • Caspian News                                                                                |
| Инфоканал                          | OTAU TV Channel |
| Радио                              | Dala FM • Energy FM • Gakku FM • Love Radio • Orda FM • Radio Classic • Sʼalqar Radiʼosy • Qazaq Radiʼosy • TENGRI FM • Авторадио Казахстан • Астана Радиосы • Жаңа FM • Жұлдыз FM • Радио NS • Радио Павлодар • Ретро FM Казахстан • Русское радио Азия |
| 1 Без инфоканала «OTAU TV Channel» | |

### Другие каналы
Кроме каналов, входящих в состав пакетов «OTAU TV» и «TV COM», возможен приём и других телевизионных каналов и радиостанций открытого доступа, то есть вещающих открыто (без скремблирования).
| Теле- и радиоканалы FTA на KazSat-3, 58,5°E | Теле- и радиоканалы FTA на KazSat-3, 58,5°E | Теле- и радиоканалы FTA на KazSat-3, 58,5°E |
| Пакет | Пакет                                       | Каналы                                      |
| --- | ------------------------------------------- | ------------------------------------------- |
| Луч Beam21 | Телеканалы                                  | НТК • Балапан (HD)                          |
| Луч Beam21 | Радиоканалы                                 |                                             |
| Луч Beam12 | Телеканалы                                  |                                             |
| Луч Beam12 | Радиоканалы                                 |                                             |
| 1 — перенацеливаемый — принимаются на всей территории Казахстана 2 — фиксированный — уверенно принимаются на территории Казахстана и ряда соседних стран |                                             |                                             |

## Награды и достижения
- 2012 год — специальный приз «За развитие многоканального цифрового ТВ в странах СНГ» организационного комитета Национальной премии РФ «Большая Цифра». Награждение состоялось в рамках 14-й международной выставки и форума CSTB’2012[15].